# Côte-Nord-du-Golfe-du-Saint-Laurent
Côte-Nord-du-Golfe-du-Saint-Laurent ist eine kanadische Gemeinde auf der Nordseite des Sankt-Lorenz-Golfs gegenüber Neufundland gelegen. Sie gehört zur Provinz Québec. Die nächste Straße endet 150 km entfernt und so ist der Ort nur mit dem Boot erreichbar. Er liegt an der von der Fracht- und Passagierfähre Bella Desgagnés bedienten Fährverbindung zwischen Rimouski am Sankt-Lorenz-Strom und Blanc-Sablon im Osten der Provinz Québec. In der Gemeinde befinden sich vier Siedlungen: Chevery, Harrington Harbour, Kegaska, Tête-à-la-Baleine.

## Geschichte
Der Ort wurde 1871 von protestantischen Familien aus Neufundland gegründet. Heute lebt das Dorf von Krabben und Muschelfang.

## Sainte-Marie-La-Mauderne
Weltweit bekannt wurde der abgelegene Ort als Drehort für die Sozialkomödie Die große Verführung (La grande séduction). Der Filmemacher Jean-François Pouliot nahm das Dorf als Szenerie für das Sainte-Marie-La-Mauderne, dessen Dorfbewohner mit allen Tricks und Hinterhältigkeiten versuchen, einem jungen Arzt aus der Stadt das Leben im Dorf als das Paradies zu verkaufen.